# Élections législatives de 1956 dans l'Isère
Les élections législatives françaises de 1956 se tiennent le 2 janvier. Ce sont les dernières élections législatives de la Quatrième république, après les élections de novembre 1946 et de juin 1951.

## Mode de scrutin
L'Assemblée nationale est composée de 626 sièges pourvus au scrutin proportionnel plurinominal suivant la règle de la plus forte moyenne dans le cadre départemental, sans panachage.
Le vote préférentiel est admis, en inscrivant un numéro d'ordre en face du nom d'un, de plusieurs ou de tous les candidats de la liste. Mais l'ordre ne pourra être modifié que si au moins la moitié des suffrages portés sur la liste est numéroté. Dans les faits les modifications ne dépasseront jamais les 7%.
La loi électorale du 7 mai 1951, dite loi des apparentements, reste en vigueur. Elle permet à la base une répartition des sièges à la représentation proportionnelle dans le département, mais si des listes « apparentées » avant le déroulement du scrutin obtiennent ensemble une majorité absolue de suffrages exprimés, elles reçoivent directement tous les sièges à pourvoir.
Dans le département de l'Isère, sept députés sont à élire.

## Élus
| Député sortant      | Parti | Parti | Député élu ou réélu | Parti | Parti |
| ------------------- | ----- | ----- | ------------------- | ----- | ----- |
| André Dufour        |       | PCF   | André Dufour        |       | PCF   |
| Paul Billat         |       | PCF   | Paul Billat         |       | PCF   |
| Élise Grappe        |       | PCF   | Élise Grappe        |       | PCF   |
| Alix Berthet        |       | SFIO  | Alix Berthet        |       | SFIO  |
| Joseph Garavel      |       | Rad   | Marcel Varvier      |       | UFF   |
| Henri-Louis Grimaud |       | MRP   | Joannès Ruf         |       | UFF   |
| Aimé Paquet         |       | CNIP  | Aimé Paquet         |       | CNIP  |

## Résultats

### Résultats à l'échelle du département
- Aucun apparentement n'est conclu dans le département.

|                | André Dufour Parti communiste français                                | 82 190  | 28,92  | 3 |  |  |
|                | Marcel Varvier Union et fraternité française                          | 56 877  | 20,02  | 2 |  |  |
|                | Aimé Paquet Centre national des indépendants et paysans (ARS)         | 50 173  | 17,66  | 1 |  |  |
|                | Alix Berthet Section française de l'Internationale ouvrière           | 40 791  | 14,35  | 1 |  |  |
|                | Joseph Garavel Parti radical (UDSR)                                   | 22 220  | 7,82   | - |  |  |
|                | Henri-Louis Grimaud Mouvement républicain populaire                   | 21 946  | 7,72   | - |  |  |
|                | Georges Lavau Centre d'action des gauches indépendantes (LJR - PRRES) | 9 055   | 3,19   | - |  |  |
|                |                                                                       |         |        |   |  |  |
| Inscrits       | Inscrits                                                              | 371 983 | 100,00 | 7 |  |  |
| Abstentions    | Abstentions                                                           | 82 750  | 22,25  |   |  |  |
| Votants        | Votants                                                               | 289 233 | 77,75  |   |  |  |
| Blancs et nuls | Blancs et nuls                                                        | 5 055   | 1,75   |   |  |  |
| Exprimés       | Exprimés                                                              | 284 178 | 98,25  |   |  |  |